# Jedle plstnatoplodá
Jedle plstnatoplodá (Abies lasiocarpa) je druh jedle ze západu Severní Ameriky vyskytující se v horách Yukonu, Britské Kolumbie, Alberty, jihovýchodní Aljašky, Washingtonu, Oregonu, Idaha, západní Montany, Wyomingu, Utahu, Colorada, Nového Mexika, Arizony a severozápadní Kalifornie. Nachází se ve velkých nadmořských výškách, na severu svého rozšíření mezi 300 a 900 metry nad mořem, na jihu mezi 2 400 a 3 650 metry nad mořem, většinou na úrovni nebo těsně pod úrovní hranice lesa.
Jedná se o středně velký strom dorůstající do výšky 20 metrů, výjimečně až do 40 nebo 50 metrů, s kmenem o průměru 1 metr a velmi štíhlou kuželovou korunou. Kůra mladých stromů je hladká a šedá s puchýři pryskyřice, časem se zdrsňuje a praská, mohou se na ní rovněž tvořit šupiny. Listy jsou ploché, jehlicovité, 1,5 až 3 centimetry dlouhé, šedozelené s širokým pruhem průduchu na horní straně a dvěma modrobílými páskami průduchů na dolní straně, čerstvé listové jizvy mají načervenalou barvu. Na výhonku jsou uspořádány spirálovitě s bázemi nad nebo na úrovni výhonku, jen zřídkakdy pod ním. Šišky jsou vzpřímené, 6 až 12 centimetrů dlouhé, tmavě černofialové, se žlutohnědými chloupky, zrající do hnědé barvy a rozkládající se k vydání svých okřídlených semen na počátku podzimu.
Druh se skládá ze tří taxonů:
- Abies lasiocarpa v užším smyslu (též z angl. Jedle plstnatoplodá pobřežních hor) je typickou formou druhu, která se vyskytuje v horách Pobřežního pásma, Olympijském pohoří a Kaskádovém pohoří mezi jihovýchodní Aljaškou a severní Kalifornií.

- Abies lasiocarpa bifolia (též z angl. Jedle plstnatoplodá Skalnatých hor) je velice podobná typické variantě tohoto druhu a její status poddruhu je často zpochybňován (např. americkým ministerstvem zemědělství). Nachází se ve Skalnatých horách mezi jihovýchodní Aljaškou (východní Aljašské pohoří) a státem Colorado. Odlišuje se zejména složením pryskyřice a barvou čerstvých listových jizev, které jsou zde žlutohnědé.

- Abies lasiocarpa arizonica (též z lat. Jedle plstnatoplodá arizonská) roste ve státech Arizona a Nové Mexiko. Na rozdíl od běžné varianty má silnější korkovou kůru a výrazněji šedozelené listy. Rovněž složení pryskyřice se blíže podobá té ze Skalnatých hor. The Royal Horticultural Society udělila kultivaru Compacta ocenění Award of Garden Merit.

Dřevo jedle plstnatoplodé se často využívá při stavbách a výrobě papíru. Druh je také oblíbeným vánočním stromem, arizonská varianta je často okrasně pěstována díky neobvyklé barvě svých listů. Některé indiánské kmeny ze severozápadu Severní Ameriky používaly vývar z jedle plstnatoplodé k pití nebo koupání, mělo jim to pomoci k růstu vlasů.